# Swinderby
Swinderby – wieś w Anglii, w hrabstwie Lincolnshire. Leży 14 km na południowy zachód od Lincoln i 188 km na północ od Londynu.
W Swinderby podczas II wojny światowej znajdowała się baza lotnictwa RAF, w której w latach 1940–1941 stacjonowały polskie dywizjony bombowe 300 i 301.